# Magic Act Show
Predstava Magic Act Show kultna je predstava Satiričkog kazališta Kerempuh te jedna od najizvođenijih predstava u novijoj povijesti hrvatskog kazališta. 
Autori predstave su popularni glumci Rene Bitorajac i Tarik Filipović, te iluzionist Luka Vidović.  
Predstava je praizvedena 26. siječnja 2003. godine. U siječnju 2011. godine odigrana je svečana 300. izvedba. Odlukom autorskog tima to je ujedno bila i posljednja izvedba. U tom razdoblju predstavu je vidjelo oko 150 000 ljudi. 

## Autorski tim
Projektanti i izvođači radova: Rene Bitorajac, Tarik Filipović i Luka Vidović

Glazbena produkcija: Mario Mirković

Video: Tomislav Rukavina

Programiranje i animacija: Dejan Veličković

Scenografija: Miljenko Sekulić

Kostimografija: Vedrana Rapić

Design svjetla: Olivije Marečić

## Vanjske poveznice
- http://www.kazalistekerempuh.hr/?page_id=52  Arhivirana inačica izvorne stranice od 25. veljače 2011. (Wayback Machine)